# Спомен-капела у Вардишту
Капела и спомен-костурница у Вардишту је капела која је направљена као помен за 440 бораца погинулих у Првом светском рату. Налази се у Вардишту, на граници између Србије и Босне и Херцеговине. Капела је изграђена од армираног бетона и изгледом подсјећа на пирамиду. Висока је осам метара. Испод капеле се налази костурница у којој су сачувани амблеми из неких значајних битака које су вођене близу саме капеле.

## Историјат
Капелу је подигао Јосиф Матковић, трговац из Београда за успомену на свог сина Богољуба, који је 1915. године погинуо у бици код Вардишта. Освећење спомен-капеле је изведено на Видовдан, 1932. године. У том периоду у Вардишту није постојала црква, па су, некон изградње капеле, литургије биле извођене у њој. Почетком 2015. године је започета реконструкција и обнова капеле уз помоћ и подршку Министарства за рад, запошљавање, борачка и социјална питања Републике Србије. Прва фаза радова на ревитализацији је завршена у децембру 2016. године.

## Изглед
Капела је изграђена од армираног бетона и висока је осам метара. Испод капеле се налази костурница над чијим је улазом постављена велика плоча на којој су златним словима исписана имена сахрањених војника. У унутрашњости се налазе рафови од дрвета на којима су распоређене кости, зарђале медаље, стари новац од бакра и сребра, официрске еполете и војничке звјездице.